# Malčice
Malčice – wieś (obec) na Słowacji położona w kraju koszyckim, w powiecie Michalovce. Pierwsze wzmianki o miejscowości pochodzą z roku 1274. 
Według danych z dnia 31 grudnia 2012, wieś zamieszkiwało 1498 osób, w tym 738 kobiet i 760 mężczyzn.
W 2001 roku rozkład populacji względem narodowości i przynależności etnicznej wyglądał następująco:
- Słowacy – 93,05%
- Czesi – 0,31%
- Niemcy – 0,08%
- Polacy – 0,08%
- Romowie – 5,88%
- Rusini – 0,08%
- Ukraińcy – 0,15%
- Węgrzy – 0,38%

Ze względu na wyznawaną religię struktura mieszkańców kształtowała się w 2001 roku następująco:
- Katolicy rzymscy – 81,44%
- Grekokatolicy – 6,19%
- Ewangelicy – 0,46%
- Prawosławni – 4,28%
- Ateiści – 0,46%
- Nie podano – 0,46%